# Antigua Barracuda
Der Antigua Barracuda FC, kurz Antigua Barracuda, war eine Fußballmannschaft aus Saint John’s, Antigua und Barbuda. Der Klub wurde 2010 gegründet und spielte von 2011 bis 2013 in der USL Professional Division.
Die „Barracudas“ waren der erste professionelle Fußballverein aus Antigua und Barbuda. Das Land besitzt zwar eine eigene Liga, diese hat aber nur den Status einer Amateurspielklasse.

## Geschichte
Der Antigua Barracuda FC sollte ursprünglich in der USL First Division antreten. Nach der Neustrukturierung des Ligensystems der United Soccer Leagues wurde dieses geändert. Dies wurde am 23. September 2010 bekannt gegeben. Barracuda spielt in der International Division der USL Professional Division. Der erste Trainer der Mannschaft war der Schotte Billy McEwan. Dieser wurde durch den Engländer Tom Curtis ersetzt.
Das erste offizielle Spiel fand im April 2010 gegen den Puerto Rico Islanders FC statt. Das Spiel ging 1:3 verloren. Das erste Ligaspiel in der USL Pro wurde am 17. April 2011 gegen den Los Angeles Blues SC ausgetragen. Die Mannschaft verlor 2:1. Das erste offizielle Tor in der Klubhistorie erzielte Tamorley Thomas.
In der Saison 2013 verlor die Mannschaft jedes ihrer 26 Spiele. Nach der Saison wurde das Team aufgelöst, Grund hierfür war die schlechte finanzielle Situation.

## Stadion
Der Antigua Barracuda FC trug seine Heimspiele im Stanford Cricket Ground (nach einem angrenzenden Restaurant-Komplex auch „Sticky Wicket Stadium“ genannt) in dem Ort Osbourn auf der Parish of Saint George aus. Ursprünglich wurde das Stadion für das Cricketturnier Stanford 20/20 gebaut.

## Saisonstatistik
| Jahr | League  | Regular Season              | Play-offs          | CFU Club Championship | durchschn. Zuschauer |
| ---- | ------- | --------------------------- | ------------------ | --------------------- | -------------------- |
| 2011 | USL Pro | 6. Platz, American Division | nicht qualifiziert | nicht qualifiziert    | 1.189                |
| 2012 | USL Pro | 11. Platz                   | nicht qualifiziert | 4. Platz              | 883                  |
| 2013 | USL Pro | 13. Platz                   | nicht qualifiziert | 7. Platz              | †                    |

† Es wurden nur Auswärtsspiele ausgetragen.